# 嗅觉牵连障碍
嗅觉牵连障碍（olfactory reference disorder），中国大陆旧译嗅觉牵涉障碍，又称嗅觉牵连综合症（olfactory reference syndrome, ORS），是一种精神障碍，属强迫相关障碍一类。此症患者有一种持久但错误的信念，认为自己会散发出令他人不悦的身体异味。患者往往将他人的一些行为，例如吸鼻子，摸鼻子，或开窗等，作为参考从而推断出所谓异味的存在。这种疾病往往伴随着心理上的羞耻，尴尬，严重抑郁，回避行为，社交恐惧，和社会隔离。嗅觉牵连障碍这个术语来自：
- 嗅觉：跟嗅觉有关。
- 参照：有异味这个信念是由参照他人的行为而得出的。
- 综合症：有一组可识别的特征同时发生。

## 分类
嗅觉牵连障碍的存在虽然被普遍接受，但对其是否是一种独特的疾病仍存争议，有人认为它仅是其他精神疾病的一个表现。同样，对此症的分类也无定论。由于此症有强迫症的特点，有人将其列入强迫症谱系里的一种类型；由于有很强的焦虑因素存在，有人则将其列入焦虑症的一种。它也被人建议作为身体畸形恐惧症或是单症状性疑病性的精神病的一种。

## 迹象和症状
嗅觉牵连障碍的发病可能是一次突发事件后突然产生的，也可能是逐渐形成的。

### 对异味的担心
此症的一个明显特征是患者坚决地认为自己有他人能感知到的令人不悦的异味。患者认为气味来源于：鼻子，嘴，肛门，阴部，腹股沟，腋窝，或脚等。也有一些不能确定气味的来源。还有一些谁都不确定的确切来源的气味。假想的气味的来源也可能随时间改变。气味的特征有的被描述为与人体产生的一些物质类似，如粪便、屁、尿、汗、呕吐物、精液、阴道分泌物；有的则被描述为非人体自身的化学气味，例如氨、清洁剂、烂洋葱、蜡烛、垃圾、烧鱼、药品、老奶酪。有75%的患者抱怨是口臭，比例最高，排第二的汗臭占60%。

### 参照性思维
患者将他人的行为与想象中的异味联系起来。这种参照思维在社交场合更加明显，使得患者在例如公共汽车，电梯，办公室，教室等地方感到压力。这些被误解的行为包括咳嗽，打喷嚏，挠头，开窗，手势，吸鼻子，摸鼻等。在接近彼此说话的人群时，患者会认为他人在谈论自己的异味。甚至动物的行为（例如狗叫）也可能被解释为自己的气味引起。由于过度关注于自身的气味，患者往往不能专注地完成某些事情。

### 重复性的行为
患者中95％的人会有一些重复的行为以试图减轻，掩盖和监视所谓的异味。这些行为包括：重复的洗澡，频繁的刷牙，舌头刮，不断检查自身是否有异味，试图掩盖气味，与过度使用除臭剂、香水、漱口水、薄荷、口香糖、香味蜡烛，每天多次换衣服（如内衣），穿着多层衣物，用塑料纸包裹脚，穿着的服装销售作为气味减少，节食和吃保健品，反复寻求他人证明没有异味，习惯性地与他人保持距离，保持嘴巴紧闭，避免谈话或在说话时用手挡住嘴巴。

### 功能性损伤
此症患者易形成回避社会活动和逐渐撤离社会的行为模式。他们往往避免旅行，约会，人际关系，和家庭活动。出于羞愧和尴尬，他们可能逃避上学或工作，或经常性的更换工作或住处。严重的可能会导致失业、离婚、足不出户、精神病住院治疗，或自杀企图。据报道，患者中74％避免社交场合，47％逃避工作，学习或其他重要的活动，40％曾足不出户至少1周，31.6％经历过精神病住院治疗。报告称43-68％的人有自杀的想法，32％有至少一次自杀尝试，5.6％自杀。

### 精神病的共病
报告称此症有精神病的共病。抑郁症有可能是由此症引起，也可能是事先就有的。此症可能伴随人格障碍 躁郁症、精神分裂症、疑病、酒精、药物滥用和强迫症。

## 病因
嗅觉牵连障碍的病因未知。有认为是严重的负面经历触发了此症的产生。这些经历可分为两类：一是跟气味有关的创伤性经历，二是与气味无关的生活压力。在一次调查中，85%的人有过气味有关的创伤性经历，17%的人有过与气味无关的压力。与气味相关的经历通常是由家庭成员，朋友，同事，同伴，或其他人做出有关此病患者有异味的陈述，从而使其感到尴尬和羞愧。比如，在宗教仪式中因排气而被指责，在学校因排气而被霸凌，在教室中尿裤子，在公共产所中被告知有异味，鼻窦炎造成的口中异味，在性交时因阴道的鱼腥味而被嘲讽，对月经初潮和某种性关系的憎恶。与异味无关的经历有：因风流韵事而内疚，被伴侣抛弃，在学校遭受暴力，家人的生病，被欺凌等。

## 诊断

### 诊断标准
诊断标准：
1. 持续6个月以上，误认为自己散发出令人不悦的气味，而他人却感知不到。
2. 这种自我的成见导致临床上严重的压抑（抑郁，焦虑，羞耻），社会和职业能力的丧失，或因此花费大量时间（每天1小时以上）。
3. 此信念不是由于精神分裂症或其他精神疾病的产生症状，也不是药物作用所产生。

## 治疗
目前没有统一的治疗方案。大多数报道病例的治疗手段是抗抑郁药物，随后使用抗精神病药物和各种心理治疗。对于这些治疗的疗效的数据很少，但有研究表示心理治疗的反应率最高，而抗抑郁药比抗精神病药更有效（反应率分别为78%，55%，33%）。
已用于此症的药物疗法包括抗抑郁药（如有选择性的血清素再吸收抑制剂、三环抗抑郁药、单胺氧化酶抑制剂），抗精神病药物（如布南色林、锂、氯丙）和苯二氮䓬类药物。具体的抗抑郁药包括氯米帕明。
已用于此症的心理治疗包括认知行为治疗，和眼动身心重建法（EMDR）。

## 预后
不进行治疗时，此症的预后通常很差。这是一种慢性的症状，可以持续恶化甚至几十年，而不会自然好转。的转变到另一种精神状况是不可能的，此症不太可能转化为其他精神疾病。但仍有极少情况此症后来表现为精神分裂症，精神病、狂躁症或严重抑郁症。最严重的风险是导致自杀。
当治疗后，预后较好。在一个调查中，治疗使得30%得到康复，37%得到改善，33%无变化或恶化。

## 流行病学
全球各个国家都有此症案例。因为数据有限，并且由于此病的妄想性质和出于保密和羞愧的特性，很难估计它的流行程度。
不知何故，男性的病的是女性的两倍。嗅觉牵连障碍的大部分患者都是无业，单身，很少社交。据一报道，患者平均年龄为20～21岁，近60%发生于20岁以下。另一个报道则有更高的平均年龄：男29岁，女40岁。